# Arctic Paper

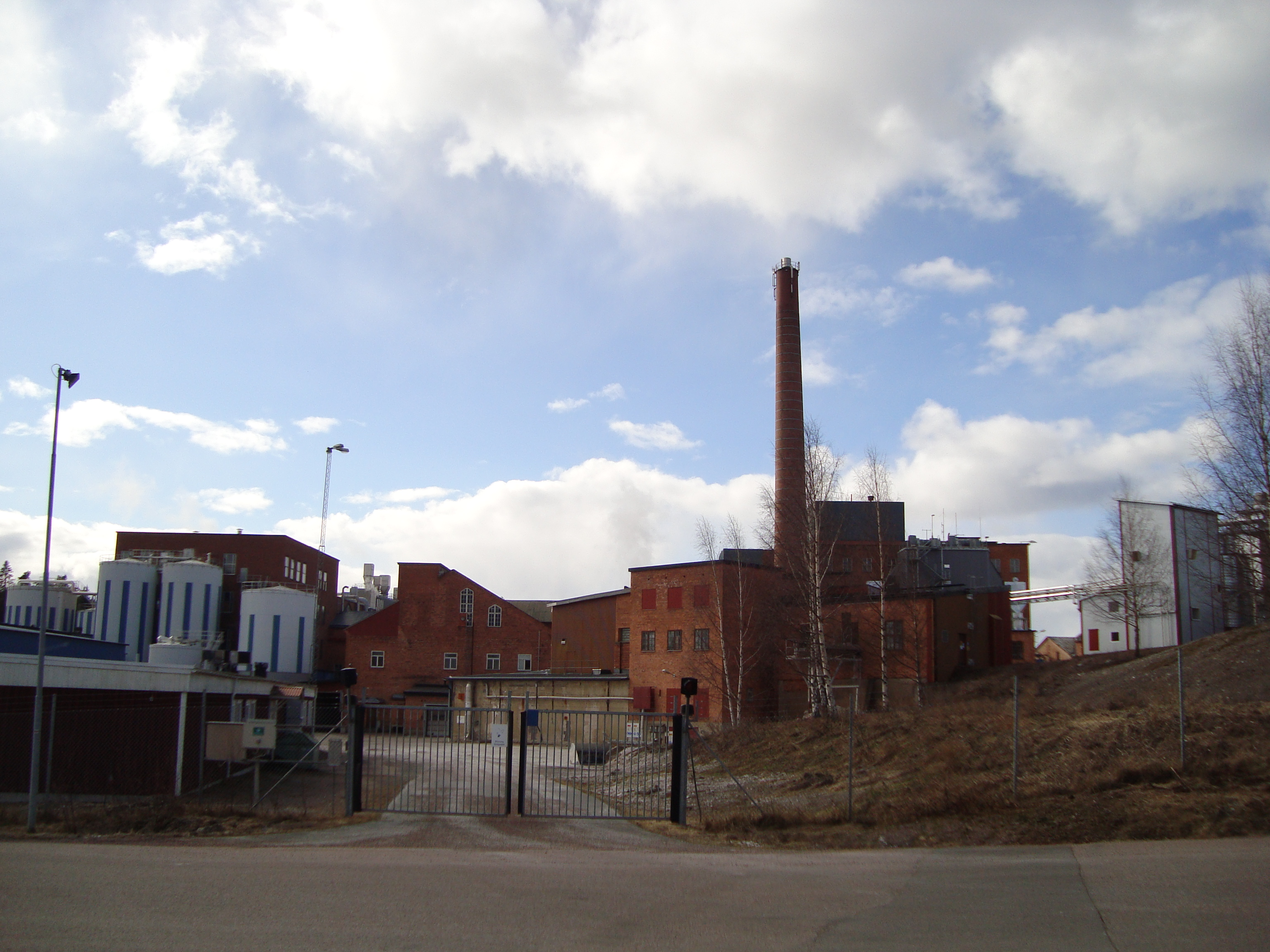
Fabryka Arctic Paper w Grycksbo, w Szwecji

Arctic Paper – polsko-szwedzkie przedsiębiorstwo branży papierniczej działające na rynku międzynarodowym. Siedziba przedsiębiorstwa mieści się w Poznaniu, a centrala i biuro zarządu w szwedzkim Göteborgu. Od 2009 spółka jest notowana na Giełdzie Papierów Wartościowych w Warszawie.

## Opis
Przedsiębiorstwo założone zostało jako Munkedal AB w roku 1871 w Munkedal, w regionie Västra Götaland. W 2018 roku było to drugie przedsiębiorstwo papiernicze w Polsce pod względem wielkości sprzedaży i produkcji (700 tys. ton papieru). Największymi rynkami sprzedaży Arctic Paper są Polska, Skandynawia, republiki bałtyckie oraz państwa Europy Zachodniej, dokąd papier jest dystrybuowany poprzez sieć 14 biur sprzedaży.
Arctic Paper składa się z czterech zakładów produkujących papier, a dodatkowo posiada większościowy udział w szwedzkiej firmie Rottneros AB produkującej celulozę i opakowania w trzech zakładach.
Należą do nich:
- papiernia w Kostrzynie nad Odrą, produkująca papiery offsetowe i graficzne. Roczna wydajność fabryki to ok. 280 000 ton.[8]
- papiernia w Munkedal, produkująca niepowlekany papier graficzny. Wydajność fabryki to ok. 160 000 ton/rok.[9]
- papiernia w Grycksbo, produkująca bezdrzewny papier powlekany. Zdolności produkcyjne fabryki wynoszą ok. 265 000 ton na rok.[10]
- papiernia w Mochenwangen w Niemczech, produkująca drzewne papiery objętościowe. Od 2016 roku w Mochenwangen zaprzestano działalności produkcyjnej[11].
- celulozownia w Rottneros, produkująca rocznie około 170 000 ton celulozy mechanicznej[12]
- celulozownia w Vallvik, produkująca co roku ponad 255 000 ton celulozy chemicznej[13]
- fabryka opakowań w Sunne będąca w trakcie prac budowlanych. Otwarcie zostało zaplanowane na lato 2019 roku[14].